# Гульельмо Токко

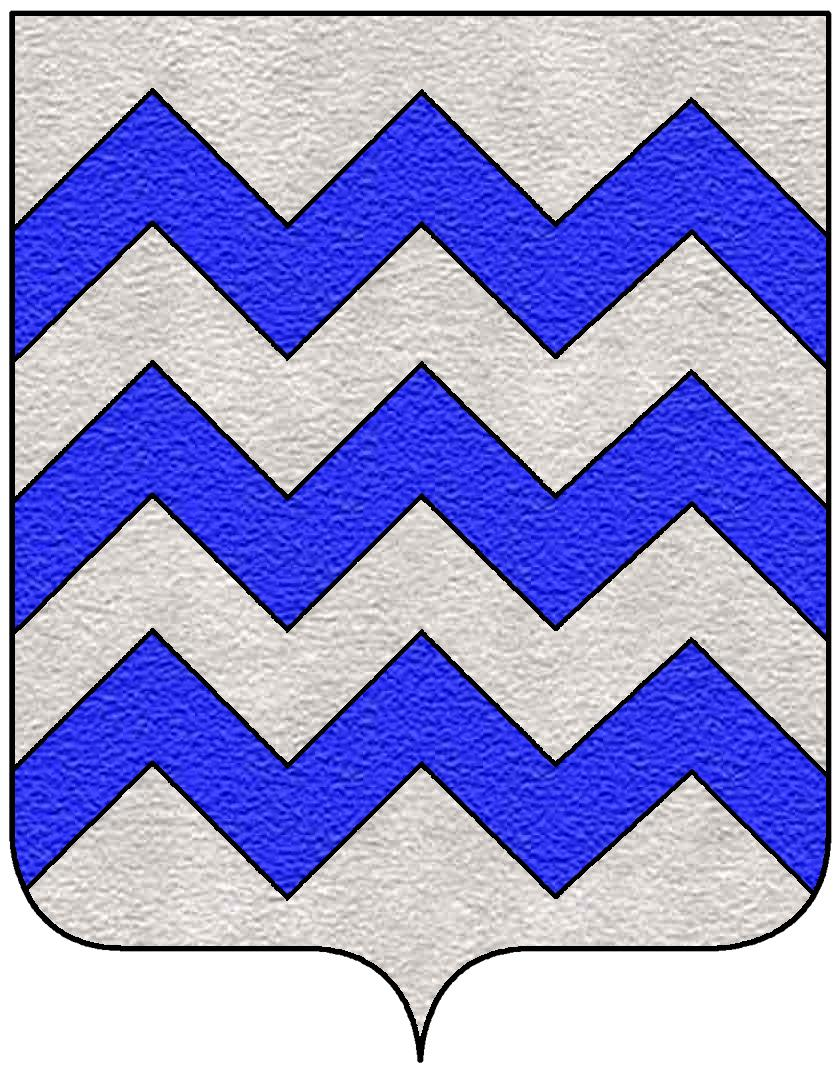
Фамильный герб

Гульельмо Токко (умер 22 сентября 1335, Неаполь) — губернатор острова Корфу в 1330-х годах, и основатель династии Токко.
Гульельмо был сыном Пьетро Токко, нотариуса в городе Мельфи, принадлежавшем Неаполитанскому королевству. В 1330/1331 году Филипп I Тарентский назначил его управлять островом Корфу.

## Семья
Токко был дважды женат. Его первой супругой стала Джованна Торелли, и в этом браке родился Пьётро Токко, сенешаль Роберта Тарентского.
Второй раз Гульельмо женился на Маргарите Орсини, дочери графа Кефалинии и Закинфа Иоанна I Орсини. В этот раз появилось четверо детей:
- Леонардо I Токко (умер в 1375 или 1377 году) — ставший графом Кефалинии и Закинфа в 1357 году, а его потомки присоединили к родовым владениям Ионические острова и Эпирское царство[2]
- Николетто Токко (умер в 1347 или 1354 году) — монах[1]
- Лисуло или Людовико Токко (умер в 1360 году) — сенешаль Роберта Тарентского в 1354 году[1]
- Маргарита Токко — стала монахиней[1]